# Maigret chez les Flamands
Pour plus de détails, voir Fiche technique et Distribution.

Maigret chez les Flamands est un téléfilm français réalisé par Jean-Paul Sassy, qui fait partie de la série Les Enquêtes du commissaire Maigret, d'après le roman Chez les Flamands de Georges Simenon. 

## Synopsis
Dans la petite ville frontalière de Givet, dans les Ardennes, les Peeters, famille d'origine flamande tiennent une épicerie sur les quais de la Meuse où viennent boire les mariniers. Commerçants aisés les Peeters sont des bourgeois assez fiers, mais mal aimés. Toute la ville les accuse d'avoir fait disparaître Germaine Piedbœuf, la fille d'un veilleur de nuit de la ville, qui a été la maîtresse de Joseph, le fils aîné des Peeters, dont elle a eu un enfant. 
C'est Anna, la sœur de Joseph, qui demande à Maigret de venir aider les Peeters à prouver leur innocence. Le commissaire parisien ne peut pas enquêter officiellement mais, aidé par un inspecteur local, il finit par démêler les fils de cette affaire complexe,.

## Fiche technique
- Titre : Maigret chez les Flamands
- Réalisation : Jean-Paul Sassy
- Adaptation : Claude Barma et Jacques Rémy
- Dialogues : Jacques Rémy et Claude Barma
- Musique : Raymond Bernard / Edvard Grieg (quelques extraits de la Chanson de Solveig)
- Directeur de la photo : Jacques Manier
- Décors : Alain Nègre
- Costumes : Jérome Tramini
- Son : Jacques Madelon
- Script-girl : Régine Hernou

## Distribution
- Jean Richard : Commissaire Maigret
- Marjon Brandsma : Anna Peeters
- Ineke Cohen : Maria Peeters
- Jelle Blader : Joseph Peeters
- Henny Alma : Mme Peeters
- Michel de Warzée : L'inspecteur Machère
- Yves Collignon : Gérard Piedboeuf
- Maurice Sevenant : Le marinier Cassin

## Adaptation
Il a été adapté du roman de Georges Simenon par Jacques Rémy et Claude Barma. La première diffusion date du 16 octobre 1976 ; l'épisode, d'une durée de 85 minutes, est en couleur.

## Lieux de tournage
Le film a été essentiellement tourné à Givet durant l'automne et l'hiver 1975/1976. On peut découvrir la gare (au début du film), les toits de la ville et les quais de la Meuse au niveau de la frontière franco-belge.